# Roberto Arrocha
Roberto Arrocha Rodríguez (Arrecife, Lanzarote, Canarias, España, 27 de agosto de 1975) es un periodista, escritor, investigador y docente español. Residente en Espartinas, Sevilla, España.

## Biografía
Roberto Arrocha es doctor en Comunicación por la Universidad de Sevilla, licenciado en Periodismo, y diplomado en la Escuela Universitaria de Formación del Profesorado en la Universidad de La Laguna. Tras realizar sus estudios escolares en el Colegio Adolfo Topham y el Instituto Agustín Espinosa, y los superiores en la Universidad de La Laguna, ingresó como becario de investigación en la British Broadcasting Corporation (BBC), en Londres. De vuelta a España comenzó a trabajar en el diario ABC de Sevilla en 1999, medio en el que desarrolló su actividad profesional durante 25 años, hasta 2024. Durante ese periodo, de 2004 a 2009 copresentó el programa de televisión "90 Minutos", en Sevilla TV, del Grupo Vocento. 
Posteriormente inició sus estudios de Doctorado en la Universidad de Sevilla. En 2011 obtuvo sobresaliente cum laude por la tesis doctoral "De la competición al espectáculo de masas. Estrategias de comunicación de acontecimientos deportivos". También en 2011 inició su actividad como director y presentador del programa "A Balón Parado", en Sevilla FC TV, espacio que cumplió en enero de 2018 las 200 emisiones y que se ha convertido en un programa de referencia para los aficionados por resaltar los aspectos humanos de los futbolistas. El éxito del programa se ejemplifica con la publicación en 2017 de un libro dedicado al programa y en el que se recogieron algunos de los mejores momentos de este espacio. El libro, editado por Ediciones Alfar, fue escrito por los periodistas Pablo Pintinho y José María Aguilar. Roberto fue seleccionado por la Televisión Autonómica de Canarias para participar en el programa "Es uno de los nuestros", un viaje por el mundo para mostrar a canarios que tienen un talento o una carrera exitosa especial. 
Roberto Arrocha ha asegurado en varias ocasiones que la entrevista es su género preferido, una influencia que pudo recibir del periodista Jesús Quintero, con el que estuvo trabajando de 2009 a 2011 para su productora, El Silencio, y en el que conoció los mejores matices para la realización de las entrevistas en profundidad. De hecho, Arrocha en 2009 presentaría su primer libro, A Balón Pasado, un compendio de entrevistas a exjugadores, del que se llegaría a publicar una segunda edición. En 2010 publicaría junto al periodista José María Aguilar la biografía del que fuera director deportivo del Sevilla, Monchi. En 2018 lanzaría una nueva publicación, Hoy sí me puedo levantar, cuyos derechos fueron cedidos por parte del autor a la Asociaciación Andex (Asociación de Padres con Niños Cáncer en Andalucía), circunstancia que está generando una gran respuesta de personajes emblemáticos del deporte, música, literatura y periodismo. Esta obra cuenta con el apoyo y la colaboración de El Arrebato, Carlos Bacca, Irene Villa, Juan José Padilla, José Ángel de la Casa, José María García, Mayra Gómez Kemp, Cristina Hoyos, Sandra Ibarra y Marisa Jara. Todos participan en el libro dando testimonio de sus experiencias más vitales para superar diversos problemas. El libro, que seis meses después de su lanzamiento cuenta ya con una segunda edición, fue también presentado en Madrid, en un acto al que acudieron diferentes personajes públicos como por ejemplo Enrique Cerezo, Ángel Torres, Vitolo Machín, David Soria, Juan Muñoz o José María García entre otros. 
Desde 2013 también desempeña su labor profesional como profesor en la Universidad Loyola en sus dos campus, Sevilla y Córdoba. En 2014 pasaría a formar parte del equipo docente del Máster en Periodismo Deportivo de la Facultad de Comunicación de la Universidad de Sevilla.
En diciembre de 2019, Roberto Arrocha presentó el libro "Piensa, luego Crea", cuyos derechos de autor ha cedido a la Fundación Ecca. En la obra, y tras ser premiado por su labor docente, en la Universidad Loyola Andalucía, Arrocha sostiene que es la creatividad la base de cualquier formación y educación entre los más jóvenes. Entre alguno de los galardones que ha recibido Roberto Arrocha está el de "Periodista ejemplar", otorgado por la Asociación José Ramón Cisneros Palacios, el de "Plaza de España", concedido por el Ayuntamiento de Sevilla por la labor de integración realizada en el programa A Balón Parado, el premio a la "labor docente" en la Universidad Loyola, fruto de su gran labor al frente de los alumnos de Comunicación, así como el de "Periodista Solidario 2021", otorgado por la Asociación Andaluza de Trasplantados Hepáticos (AATT) por su difusión en la donación de órganos. En julio de 2022 fue uno de los nominados para los Premios Educa Abanca (Mejor docente de España). Además, en mayo de 2023 recibió el accésit del Premio de Periodismo Luis Portero de Promoción del Donante de órganos y Tejidos en Andalucía por el reportaje 'La vida y el deporte como regalo'. En noviembre de 2023 publicó un nuevo libro, un homenaje muy particular con un repaso por las siete copas de la UEFA/Liga Europa ganadas por el Sevilla desde 2006 a 2023, finales todas en las que estuvo el autor.
En octubre de 2024, y en una gala celebrada en El cortijo Gota de Leche, sede social de Grupo Morera & Vallejo, recibió el  reconocimiento al “Compromiso Cultural” por el proyecto “Radiografía del barrio más pobre de España, el Polígono Sur”.
También en octubre de 2024, el periodista canario estrenó un nuevo programa, 'Presos andaluces en cárceles extranjeras', en Canal Sur Podcast, una serie de reflexiones y entrevistas a los reclusos nacidos en Andalucía que se encuentran en algunos de los centros penitenciarios más peligrosos del mundo.

## Obra

### Entrevista
- A Balón Pasado, Ediciones Jirones de Azul (Sevilla, 2008)
- A Balón Parado. El lado humano del Sevilla FC, Ediciones Alfar (Sevilla, 2017)
- Hoy sí me puedo levantar, Ediciones Alfar (Sevilla, 2018)

### Novela
- Monchi, León de San Fernando, Fundación Centenario Sevilla Fútbol Club (Sevilla, 2010)
- Sevilla FC, Rey de Europa (2006-2023) (Sevilla 2023)

### Ensayo
- Piensa, luego Crea: Educar para disfrutar, Ediciones Samarcanda (Sevilla, 2019)